# بحيرة اركيز
بحيرة اركيز هي بحيرة في جنوب موريتانيا تبلغ مساحتها 12,970 هكتار (32,000 أكر)، وتمتد على مسافة ثلاثين كم طولاً و5 كم عرضاً، وتقع على بعد 50 كم شمال شرق مدينة روصو.

## علم البيئة
نظرًا لأن البحيرة تتغذى من المياه الفائضة من نهر السنغال، فيمكن أن تزيد طولها خلال موسم الأمطار إلى 34 كيلومتر (21 ميل) كحد أقصى، وعرضها يصل إلى 8 كيلومتر (5.0 ميل)، بينما يمكن أن يتقلب مستوى الماء بمقدار يصل إلى 4.29 متر (14.1 قدم).
في المستنقعات على طول أطرافها، تنمو أعشاب القيصوب والبوط، وتوجد عدة أنواع من الطيور، وكذلك العديد من الثعابين والثدييات الصغيرة مثل ثعالب الماء والنمس، ويمكن أيضًا العثور على التماسيح ذات الأنف النحيف [الإنجليزية].

## اقتصاد
تستخدم البحيرة لصيد الأسماك، والزراعة، وعلى الرغم من أن المنطقة شهدت العديد من المشاريع الزراعية التي تهدف إلى إفادة المزارعين من قبل كل من البنك الإسلامي للتنمية وشبكة الوقاية من أزمة الغذاء، كما هو الحال في أي مكان آخر في موريتانيا، واعتبارًا من 2017، هنالك أعداد كبيرة من السكان المحليين تعانون من ظروف معيشية المماثلة للعبودية.